# Tarouca

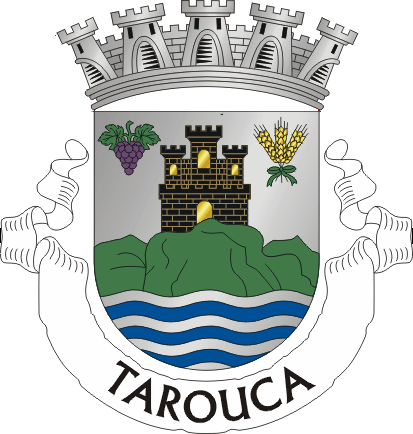
Stema Tarouca

Tarouca este un oraș în Districtul Viseu, Portugalia.